# جین باکره
جین باکره (انگلیسی: Jane the Virgin) نام یک مجموعه تلویزیونی طنز، کمدی رمانتیک و کمدی-درام است که توسط شبکه سی‌دابلیو از ۱۳ اکتبر ۲۰۱۴ شروع به پخش کرده‌است. داستان آن حول شخصیت جین ویونوا با بازی جینا رادریگز یک جوان مذهبی، لاتینو است که باکره است و از روی اشتباه به وی منی تزریق شده و وی حامله می‌شود.
با شروع قسمت چهارم از فصل سه ،  عنوان سریال ر تغییر یافت ، و "The Virgin" به نفع تعویض متناسب با هر قسمت تغییر یافت. این منعکس کننده داستان است که در آن جین دیگر باکره نیست.
این مجموعه تلویزیونی برنده چندین جایزه گلدن گلوب شده‌است.

## آهنگ‌ها
| شماره | نام                                                                     | مدت |
| ----- | ----------------------------------------------------------------------- | --- |
| ۱.    | «Ahwak - (Abu)»                                                         | nil |
| ۲.    | «Al Farah (Ya Bakhta Biya) - (Asmaa Abulyazeid and Mohammed Al Kilany)» | nil |
| ۳.    | «Ya Lil - (Ramage)»                                                     | nil |